# ハインリヒ・ヴィルヘルム・エルンスト
ハインリヒ・ヴィルヘルム・エルンスト（チェコ語: Heinrich Wilhelm Ernst, 1814年5月6日 - 1865年10月8日）は、オーストリア帝国（現在のチェコ）生まれのヴァイオリニスト・作曲家。

## 経歴
1814年、モラヴィア地方ブリュン（現ブルノ）生まれ。9歳のころからヴァイオリンをはじめ、神童と言われた。ウィーン音楽院でヨーゼフ・ベームにヴァイオリンを習い、作曲をイグナーツ・フォン・ザイフリートに師事した。1828年にニコロ・パガニーニの演奏を聴いて超絶技巧のヴァイオリン演奏に目覚め、人前で決して練習を見せないパガニーニの演奏をこっそり聞くなどして苦心の末に彼の作品を再現。後にパガニーニを含む聴衆の前で『ネル・コル・ピウ変奏曲』を弾き、作曲者であるパガニーニを吃驚させたといわれている。
パガニーニを髣髴させる変奏曲や幻想曲を多く残し、生前は『ヴェニスの謝肉祭による変奏曲』作品18が彼の代名詞となっていた。パガニーニの後継者と目され、ヨーロッパ中を演奏して回ったエルンストは、1862年に神経痛のため引退し、その後も作曲を続けていたが1865年にパガニーニと同じくニースで没した。
現在では、難曲として知られるヴァイオリン独奏曲「フランツ・シューベルトの『魔王』による大奇想曲」作品26、「悲愴協奏曲」作品23などごく一部の作品が演奏されている。